# Berteroa obliqua
Berteroa obliqua là một loài thực vật có hoa trong họ Cải. Loài này được (Sm.) DC. mô tả khoa học đầu tiên năm 1821.